# 藤波恒雄
藤波 恒雄（ふじなみ つねお、1917年10月4日 - 1988年4月8日）は、日本の通商産業技官。科学技術事務次官を経て、日本原子力研究所理事長、日本原子力学会会長などを歴任した。

## 人物・経歴
山梨県出身。1938年第八高等学校理科甲類卒業。1940年東京帝国大学工学部卒業、電気庁入庁。1955年通商産業省公益事業局公益事業調査課長。1956年科学技術庁原子力局管理課長。1965年通商産業省公益事業局技術長。1967年科学技術庁原子力局長。1968年科学技術事務次官、国防会議幹事。1969年放射線審議会委員、海洋科学技術審議会委員、航空技術審議会委員。
1972年電力中央研究所理事。1974年電源開発調整審議会委員。1975年資源調査会委員。1976年原子力工学試験センター理事長。1980年日本原子力研究所理事長、原子力委員会参与。1984年日本原子力学会会長。1986年原子力委員会委員。原子力委員会委員在任中の1988年に呼吸不全のため虎の門病院で死去し、正四位、従三位勲二等旭日重光章を追贈された。

## 脚註
1. ↑  第八高等学校一覧 第33年度(自昭和15年至昭和16年)
2. 1 2 3 4 5  目次 |次頁 原子力委員会 原子力委員会委員　藤波　恒雄氏逝去
3. ↑  官報和43年本紙第12588号 14頁
4. ↑  官報昭和44年本紙第12633号 11頁
5. ↑  官報昭和49年本紙第14346号 9頁
6. ↑  官報昭和50年本紙第14449号 10頁
7. ↑  官報昭和55年本紙第16138号 10頁
8. ↑  歴代会長・副会長日本原子力学会
9. ↑  官報